# Henryk Rodziejczak
Henryk Rodziejczak (ur. 3 czerwca 1954) – polski lekkoatleta, specjalizujący się w biegach średniodystansowych.

## Osiągnięcia
- Mistrzostwa Polski seniorów w lekkoatletyce
  - Warszawa 1978 – srebrny medal w biegu na 800 m

## Rekordy życiowe
- bieg na 800 metrów
  - stadion – 1:48,7 (Poznań 1979)
- bieg na 1000 metrów
  - stadion – 2:23,0 (Bydgoszcz 1977)